# 明明
《明明》是一部香港电影，于2007年4月26日上映。由區雪兒擔任導演。出演演员有周迅、吴彦祖、楊祐寧、张信哲等人。

## 主演
- 周迅
- 吳彥祖
- 楊祐寧
- 張信哲

## 外部連結
- 官方blog
- 電影介紹
- 電影預告
- 香港影庫上《明明》的資料（繁體中文）
- Yahoo奇摩電影上《明明》的資料（繁體中文）
- 開眼電影網上《明明》的資料（繁體中文）
- 豆瓣电影上《明明》的資料 （简体中文）
- 时光网上《明明》的資料（简体中文）
- AllMovie上《明明》的资料（英文）
- 爛番茄上《明明》的資料（英文）
- 互联网电影数据库（IMDb）上《明明》的资料（英文）